# Oliena

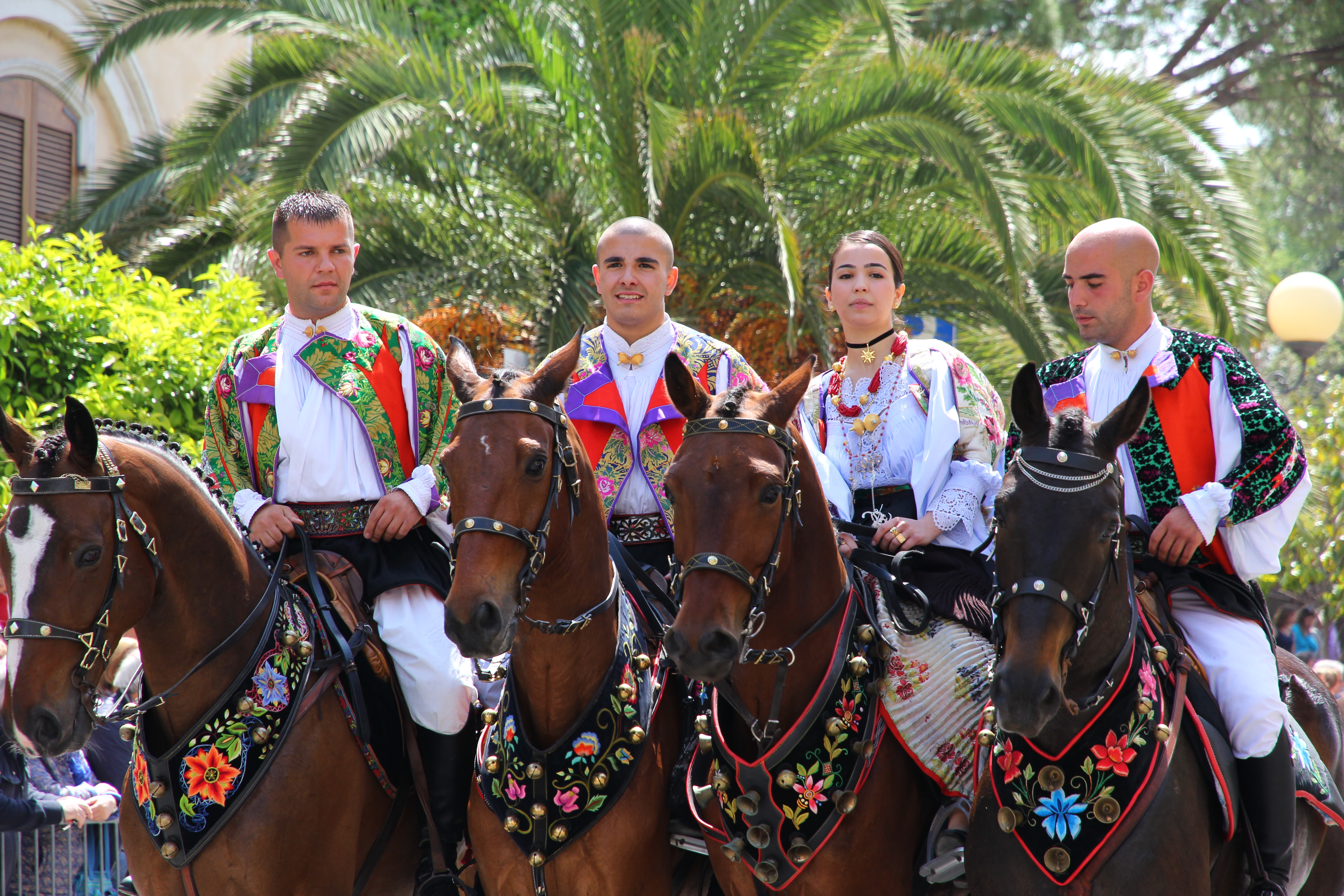
Oliena

Oliena est une commune italienne de la province de Nuoro en Sardaigne.

## Culture
Le photographe Jean Dieuzaide a pris en 1956 des photos d'Oliena et ses habitants, en particulier Le dimanche dans la rue (noir et blanc).

## Administration
| Période                                  | Période | Identité | Étiquette | Qualité |
| ---------------------------------------- | ------- | -------- | --------- | ------- |
|                                          |         |          |           |         |
| Les données manquantes sont à compléter. |         |          |           |         |

### Communes limitrophes
Dorgali, Nuoro, Orgosolo

## Personnalités liées
- Gianfranco Zola, 5 juillet 1966, footballeur international